# A Liverpool FC 2022–2023-as szezonja
A Liverpool FC 2022–2023-as szezonja a csapat 131. idénye a csapat fennállása óta, sorozatban 60. az angol első osztályban.

## Mezek
| Hazai mez | Hazai kapusmez |

| Idegenbeli mez | Idegenbeli kapusmez |

| Harmadik mez |

## Premier League

### A bajnokság állása
| Hely. | Csapat                 | M  | Gy | D  | V  | G+ | G– | Gk  | P  | Továbbjutás vagy kiesés            |
| ----- | ---------------------- | -- | -- | -- | -- | -- | -- | --- | -- | ---------------------------------- |
| 3.    | Manchester United      | 38 | 23 | 6  | 9  | 58 | 43 | +15 | 75 | Bajnokok Ligája-csoportkör         |
| 4.    | Newcastle United       | 38 | 19 | 14 | 5  | 68 | 33 | +35 | 71 | Bajnokok Ligája-csoportkör         |
| 5.    | Liverpool              | 38 | 19 | 10 | 9  | 75 | 47 | +28 | 67 | Európa-liga-csoportkör             |
| 6.    | Brighton & Hove Albion | 38 | 18 | 8  | 12 | 72 | 53 | +19 | 62 | Európa-liga-csoportkör             |
| 7.    | Aston Villa            | 38 | 18 | 7  | 13 | 51 | 46 | +5  | 61 | Európa Konferencia Liga, rájátszás |

1. ↑  A West Ham United az Európa Konferencia Liga megnyerésével jutott be.
2. ↑  A ligakupát megnyerő Manchester United bejutott az UEFA-bajnokok ligájába a bajnokságon keresztül, így a győzelmükért járó helyezést a bajnoki hetedik kapta.